# 荚豆二糖
莢豆二糖是一种二糖。
巢菜苷是一种含有莢豆二糖的氰苷。 巢菜莢β-葡萄糖苷酶使用(R)-巢菜苷和水來產生扁桃腈和莢豆二糖。
齿叶荚蒾的果实呈蓝色，其中的一個主要色素是矢车菊素3-荚豆二糖，但整个混合物非常复杂。